# Jolyon Palmer
Jolyon Palmer (ur. 20 stycznia 1991 w Horsham) – brytyjski kierowca wyścigowy. Syn byłego kierowcy Formuły 1 oraz współorganizatora Formuły 2 i Formuły Palmer Audi – Jonathana Palmera.

## Życiorys

### T Cars
Jolyon w wyścigach samochodów jednomiejscowych po raz pierwszy pojawił się w roku 2005, debiutując w serii T Cars. W klasie Autumn Trophy, zmagania zakończył na 5. miejscu.
Rok później sięgnął w niej po tytuł mistrzowski (zwyciężył w czterech wyścigach). Oprócz tego brał udział również w głównym cyklu, w którym został sklasyfikowany na 5. pozycji, w ogólnej punktacji.
W sezonie 2007 zaliczył gościnny udział w serii. Startując w dwóch wyścigach, zdominował rywalizację, nie zdobywając jedynie jednego pole position. Zdobyte punkty sklasyfikowały Palmera na 11. pozycji, w końcowej klasyfikacji.

### Formuła Palmer Audi
W roku 2007 przeniósł się do Formuły Palmer Audi. Wygrawszy dwa wyścigi, rywalizację ukończył na 10. lokacie.
Rok 2008 był ostatnim pełnym sezonem dla Jolyona w FPA. W ciągu dwudziestu wyścigów, jedenastokrotnie stanął na podium, z czego raz na najwyższym stopniu. Ostatecznie w klasyfikacji generalnej zajął 3. miejsce (na trzeciej pozycji został również sklasyfikowany, w pucharze Autumn Trophy i Shootout).
W 2009 roku po raz ostatni pojawił się w tym serialu. Wystąpił wówczas w ośmiu wyścigach, spośród których dwukrotnie meldował się w pierwszej trójce, w tym raz na najwyższym stopniu. Uzyskane punkty pozwoliły Jolyonowi zająć w klasyfikacji 16. lokatę.

### Formuła 2
W sezonie 2009 awansował do reaktywowanej serii Formuła 2. Będąc sponsorowanym przez MotorSport Vision, tylko raz dojechał na punktowanej pozycji, zajmując podczas drugiego wyścigu, na włoskim torze Imola szóste miejsce. Dorobek trzech punktów dał Palmerowi 21. lokatę, w ostatecznej klasyfikacji.
W kolejnym roku startów Jolyon był jednym z czołowych kierowców, walczących o tytuł mistrzowski. Ostatecznie musiał uznać wyższość jedynie swojego rodaka Deana Stonemana, sięgając po wicemistrzostwo F2. W ciągu osiemnastu wyścigów Brytyjczyk dziesięciokrotnie stanął na podium, z czego pięć razy na najwyższym stopniu (tyle samo razy startował również z pierwszego pola startowego).

### Seria GP2

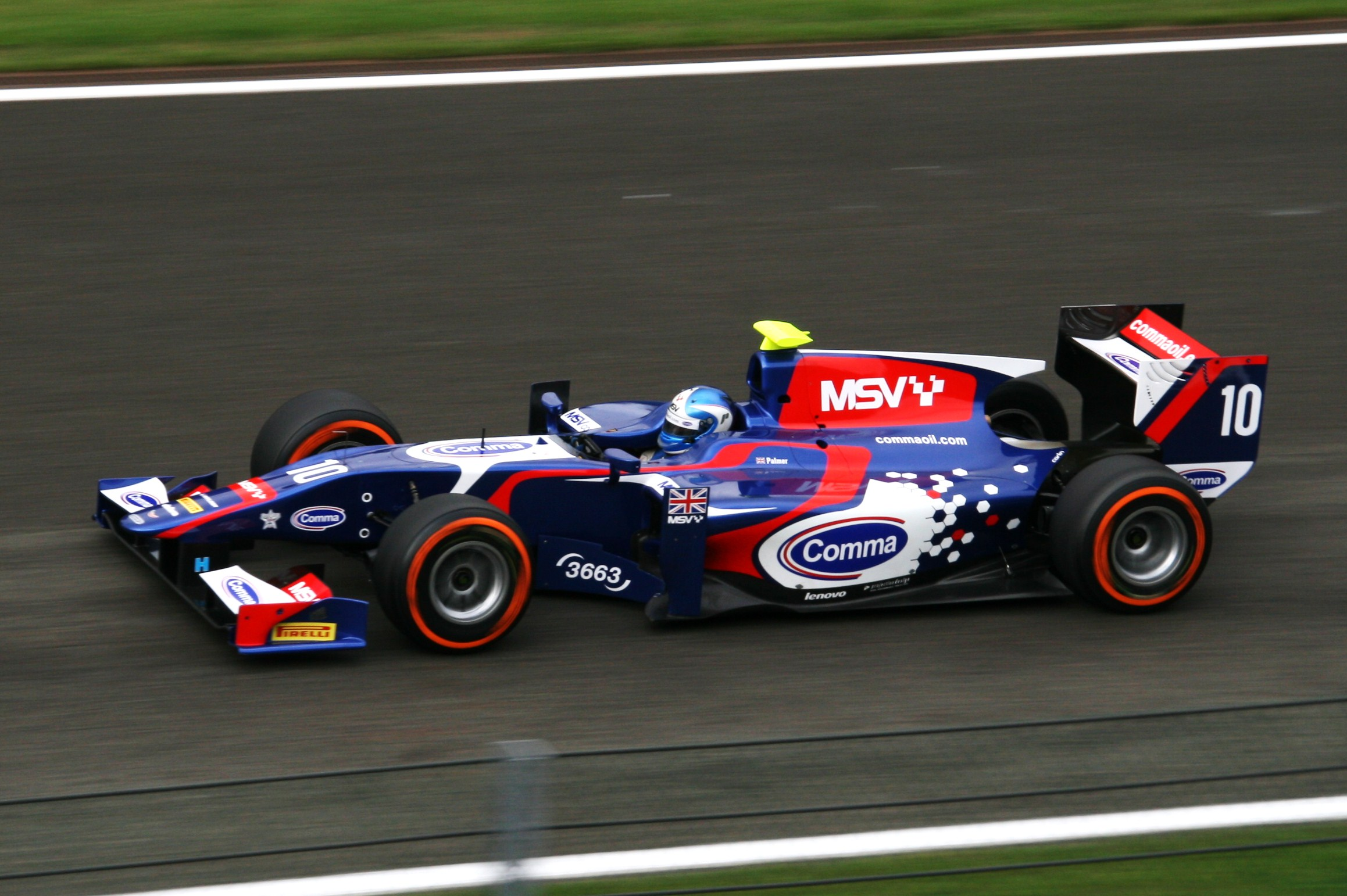
Jolyon Palmer podczas wyścigu GP2 na torze Spa-Francorchamps (2013)

W 2011 roku Brytyjczyk dołączył do stawki GP2 z ekipą Arden International, jednak nie zdobywał punktów. Rok później odniósł pierwsze zwycięstwo oraz trzykrotnie stawał na podium. Z dorobkiem 78 punktów został sklasyfikowany na jedenastej pozycji w końcowej klasyfikacji kierowców. Sezon 2013 Brytyjczyk spędził w ekipie Carlin. Wygrał dwa wyścigi i w trzech stawał na podium. Uplasował się na siódmym miejscu w klasyfikacji generalnej.
Na sezon 2014 Palmer podpisał kontrakt z francuską ekipą DAMS. Już w pierwszych kwalifikacjach w Bahrajnie wywalczył pole position. Jednak wyścig ukończył na trzeciej pozycji. Pierwsze zwycięstwo odniósł nazajutrz w sprincie. Po dwóch drugich miejscach w Barcelonie wygrał główny wyścig na torze w Monako. W kolejnych wyścigach Brytyjczyk regularnie zdobywał punkty, lecz na zwycięstwo czekał aż do niedzielnego wyścigu na torze Monza. Sukces ten powtórzył podczas głównego wyścigu w Soczi, gdzie przypieczętował tytuł mistrzowski. Dorobek 276 punktów dał mu 47 punktową przewagę nad drugim Vandoorne.

## Wyniki

### Formuła 1
| Legenda oznaczeń w tabelach wyników Wyświetl szablon na nowej stronie | Legenda oznaczeń w tabelach wyników Wyświetl szablon na nowej stronie                                                                     |
| Oznaczenie                                                            | Wyjaśnienie |
| --------------------------------------------------------------------- | --- |
| Złoty                                                                 | Zwycięzca lub mistrzostwo |
| Srebrny                                                               | 2. miejsce lub wicemistrzostwo |
| Brązowy                                                               | 3. miejsce lub II wicemistrzostwo |
| Zielony                                                               | Ukończył, punktował (w klasyfikacji generalnej, gdy zdobył co najmniej jeden punkt na przestrzeni sezonu, poza trzema powyższymi opcjami) |
| Niebieski                                                             | Ukończył, nie punktował (w klasyfikacji generalnej, gdy nie zdobył co najmniej jednego punktu na przestrzeni sezonu)                      |
| Czerwony                                                              | Nie zakwalifikował się (NZ) |
| Czerwony                                                              | Nie prekwalifikował się (NPK) |
| Różowy                                                                | Nie ukończył (NU) |
| Różowy                                                                | Niesklasyfikowany (NS) (w klasyfikacji generalnej, gdy nie został sklasyfikowany w żadnym wyścigu sezonu)                                 |
| Czarny                                                                | Zdyskwalifikowany (DK) |
| Czarny                                                                | Wykluczony (WYK/EX) |
| Biały                                                                 | Nie wystartował (NW) |
| Biały                                                                 | Kontuzjowany (K/INJ) |
| Biały                                                                 | Wyścig odwołany (OD/C) |
| Bez koloru                                                            | Został wycofany (WYC/WD) |
| Bez koloru                                                            | Nie przybył (NP/DNA) |
| Bez koloru                                                            | Nie brał udziału w treningach (NT/DNP) |
| Bez koloru                                                            | Nie został zgłoszony (–) |
| Pogrubienie                                                           | Start z pole position |
| Kursywa                                                               | Najszybsze okrążenie wyścigu |
| †                                                                     | Nie ukończył, ale jego rezultat został zaliczony ze względu na przejechanie więcej niż 90% dystansu wyścigu.                              |
| *                                                                     | Sezon w trakcie |
| 1/2/3                                                                 | Punktowana pozycja w sprincie kwalifikacyjnym                                                                                             |
| Lista systemów punktacji Formuły 1                                    | |

| Rok  | Zespół                         | Samochód       | Silnik                  | Wyniki w poszczególnych eliminacjach | Wyniki w poszczególnych eliminacjach | Wyniki w poszczególnych eliminacjach | Wyniki w poszczególnych eliminacjach | Wyniki w poszczególnych eliminacjach | Wyniki w poszczególnych eliminacjach | Wyniki w poszczególnych eliminacjach | Wyniki w poszczególnych eliminacjach | Wyniki w poszczególnych eliminacjach | Wyniki w poszczególnych eliminacjach | Wyniki w poszczególnych eliminacjach | Wyniki w poszczególnych eliminacjach | Wyniki w poszczególnych eliminacjach | Wyniki w poszczególnych eliminacjach | Wyniki w poszczególnych eliminacjach | Wyniki w poszczególnych eliminacjach | Wyniki w poszczególnych eliminacjach | Wyniki w poszczególnych eliminacjach | Wyniki w poszczególnych eliminacjach | Wyniki w poszczególnych eliminacjach | Wyniki w poszczególnych eliminacjach | Pkt. | Poz. |
| ---- | ------------------------------ | -------------- | ----------------------- | ------------------------------------ | ------------------------------------ | ------------------------------------ | ------------------------------------ | ------------------------------------ | ------------------------------------ | ------------------------------------ | ------------------------------------ | ------------------------------------ | ------------------------------------ | ------------------------------------ | ------------------------------------ | ------------------------------------ | ------------------------------------ | ------------------------------------ | ------------------------------------ | ------------------------------------ | ------------------------------------ | ------------------------------------ | ------------------------------------ | ------------------------------------ | ---- | ---- |
| 2016 | Renault Sport Formula 1 Team   | Renault R.S.16 | Renault RE2016 1.6 V6 t | Australia                            | Bahrajn                              |                                      | Rosja                                | Hiszpania                            | Monako                               | Kanada                               | Unia Europejska                      | Austria                              | Wielka Brytania                      | Węgry                                | Niemcy                               | Belgia                               | Włochy                               | Singapur                             | Malezja                              | Japonia                              | Stany Zjednoczone                    | Meksyk                               | Brazylia                             |                                      | 1    | 18   |
| 2016 | Renault Sport Formula 1 Team   | Renault R.S.16 | Renault RE2016 1.6 V6 t | 11                                   | NW                                   | 22                                   | 13                                   | 13                                   | NU                                   | NU                                   | 15                                   | 12                                   | NU                                   | 12                                   | 19                                   | 15                                   | NU                                   | 15                                   | 10                                   | 12                                   | 13                                   | 14                                   | NU                                   | 17                                   | 1    | 18   |
| 2017 | Renault Sport Formula One Team | Renault R.S.17 | Renault R.E.17 1.6T V6  | Australia                            |                                      | Bahrajn                              | Rosja                                | Hiszpania                            | Monako                               | Kanada                               | Azerbejdżan                          | Austria                              | Wielka Brytania                      | Węgry                                | Belgia                               | Włochy                               | Singapur                             |                                      | Japonia                              | Stany Zjednoczone                    | Meksyk                               | Brazylia                             |                                      |                                      | 8    | 17   |
| 2017 | Renault Sport Formula One Team | Renault R.S.17 | Renault R.E.17 1.6T V6  | NU                                   | 13                                   | 13                                   | NU                                   | 15                                   | 11                                   | 11                                   | NU                                   | 11                                   | NW                                   | 12                                   | 13                                   | NU                                   | 6                                    | 15                                   | 12                                   | -                                    | -                                    | -                                    | -                                    | -                                    | 8    | 17   |

### GP2
| Legenda oznaczeń w tabelach wyników Wyświetl szablon na nowej stronie | Legenda oznaczeń w tabelach wyników Wyświetl szablon na nowej stronie                                                                     |
| Oznaczenie                                                            | Wyjaśnienie |
| --------------------------------------------------------------------- | --- |
| Złoty                                                                 | Zwycięzca lub mistrzostwo |
| Srebrny                                                               | 2. miejsce lub wicemistrzostwo |
| Brązowy                                                               | 3. miejsce lub II wicemistrzostwo |
| Zielony                                                               | Ukończył, punktował (w klasyfikacji generalnej, gdy zdobył co najmniej jeden punkt na przestrzeni sezonu, poza trzema powyższymi opcjami) |
| Niebieski                                                             | Ukończył, nie punktował (w klasyfikacji generalnej, gdy nie zdobył co najmniej jednego punktu na przestrzeni sezonu)                      |
| Czerwony                                                              | Nie zakwalifikował się (NZ) |
| Czerwony                                                              | Nie prekwalifikował się (NPK) |
| Różowy                                                                | Nie ukończył (NU) |
| Różowy                                                                | Niesklasyfikowany (NS) (w klasyfikacji generalnej, gdy nie został sklasyfikowany w żadnym wyścigu sezonu)                                 |
| Czarny                                                                | Zdyskwalifikowany (DK) |
| Czarny                                                                | Wykluczony (WYK/EX) |
| Biały                                                                 | Nie wystartował (NW) |
| Biały                                                                 | Kontuzjowany (K/INJ) |
| Biały                                                                 | Wyścig odwołany (OD/C) |
| Bez koloru                                                            | Został wycofany (WYC/WD) |
| Bez koloru                                                            | Nie przybył (NP/DNA) |
| Bez koloru                                                            | Nie brał udziału w treningach (NT/DNP) |
| Bez koloru                                                            | Nie został zgłoszony (–) |
| Pogrubienie                                                           | Start z pole position |
| Kursywa                                                               | Najszybsze okrążenie wyścigu |
| †                                                                     | Nie ukończył, ale jego rezultat został zaliczony ze względu na przejechanie więcej niż 90% dystansu wyścigu.                              |
| *                                                                     | Sezon w trakcie |
| 1/2/3                                                                 | Punktowana pozycja w sprincie kwalifikacyjnym                                                                                             |
| Lista systemów punktacji Formuły 1                                    | |

| Rok  | Zespół               | Wyniki w poszczególnych eliminacjach | Wyniki w poszczególnych eliminacjach | Wyniki w poszczególnych eliminacjach | Wyniki w poszczególnych eliminacjach | Wyniki w poszczególnych eliminacjach | Wyniki w poszczególnych eliminacjach | Wyniki w poszczególnych eliminacjach | Wyniki w poszczególnych eliminacjach | Wyniki w poszczególnych eliminacjach | Wyniki w poszczególnych eliminacjach | Wyniki w poszczególnych eliminacjach | Wyniki w poszczególnych eliminacjach | Wyniki w poszczególnych eliminacjach | Wyniki w poszczególnych eliminacjach | Wyniki w poszczególnych eliminacjach | Wyniki w poszczególnych eliminacjach | Wyniki w poszczególnych eliminacjach | Wyniki w poszczególnych eliminacjach | Wyniki w poszczególnych eliminacjach | Wyniki w poszczególnych eliminacjach | Wyniki w poszczególnych eliminacjach | Wyniki w poszczególnych eliminacjach | Wyniki w poszczególnych eliminacjach | Wyniki w poszczególnych eliminacjach | Punkty | Pozycja |
| ---- | -------------------- | ------------------------------------ | ------------------------------------ | ------------------------------------ | ------------------------------------ | ------------------------------------ | ------------------------------------ | ------------------------------------ | ------------------------------------ | ------------------------------------ | ------------------------------------ | ------------------------------------ | ------------------------------------ | ------------------------------------ | ------------------------------------ | ------------------------------------ | ------------------------------------ | ------------------------------------ | ------------------------------------ | ------------------------------------ | ------------------------------------ | ------------------------------------ | ------------------------------------ | ------------------------------------ | ------------------------------------ | ------ | ------- |
| 2011 | Arden International  | TUR                                  | TUR                                  | ESP                                  | ESP                                  | MON                                  | MON                                  | VAL                                  | VAL                                  | GBR                                  | GBR                                  | DEU                                  | DEU                                  | HUN                                  | HUN                                  | BEL                                  | BEL                                  | ITA                                  | ITA                                  |                                      |                                      |                                      |                                      |                                      |                                      | 0      | 28      |
| 2011 | Arden International  | 17                                   | 9                                    | 18                                   | 17                                   | NS                                   | 11                                   | 9                                    | NU                                   | 10                                   | 16                                   | 20                                   | NU                                   | 22                                   | 18†                                  | NU                                   | 14                                   | NU                                   | 19                                   |                                      |                                      |                                      |                                      |                                      |                                      | 0      | 28      |
| 2012 | iSport International | MAL                                  | MAL                                  | BHR                                  | BHR                                  | BHR                                  | BHR                                  | ESP                                  | ESP                                  | MON                                  | MON                                  | VAL                                  | VAL                                  | GBR                                  | GBR                                  | DEU                                  | DEU                                  | HUN                                  | HUN                                  | BEL                                  | BEL                                  | ITA                                  | ITA                                  | SIN                                  | SIN                                  | 78     | 11      |
| 2012 | iSport International | 17                                   | 12                                   | NW                                   | 7                                    | 24†                                  | 22                                   | 9                                    | NW                                   | 6                                    | 1                                    | NU                                   | NU                                   | 3                                    | 5                                    | 18                                   | 18                                   | 6                                    | 5                                    | NU                                   | 10                                   | 7                                    | 3                                    | NU                                   | NU                                   | 78     | 11      |
| 2013 | Carlin               | MAL                                  | MAL                                  | BHR                                  | BHR                                  | ESP                                  | ESP                                  | MON                                  | MON                                  | GBR                                  | GBR                                  | DEU                                  | DEU                                  | HUN                                  | HUN                                  | BEL                                  | BEL                                  | ITA                                  | ITA                                  | SIN                                  | SIN                                  | ARE                                  | ARE                                  |                                      |                                      | 119    | 7       |
| 2013 | Carlin               | 6                                    | 9                                    | 5                                    | 6                                    | 10                                   | 4                                    | NU                                   | 12                                   | 6                                    | NU                                   | 24                                   | 11                                   | 1                                    | 12                                   | 15                                   | 6                                    | NU                                   | 10                                   | 1                                    | 17                                   | 2                                    | NU                                   |                                      |                                      | 119    | 7       |
| 2014 | DAMS                 | BHR                                  | BHR                                  | ESP                                  | ESP                                  | MON                                  | MON                                  | AUT                                  | AUT                                  | GBR                                  | GBR                                  | DEU                                  | DEU                                  | HUN                                  | HUN                                  | BEL                                  | BEL                                  | ITA                                  | ITA                                  | RUS                                  | RUS                                  | ARE                                  | ARE                                  |                                      |                                      | 276    | 1       |
| 2014 | DAMS                 | 3                                    | 1                                    | 2                                    | 2                                    | 1                                    | 7                                    | 5                                    | 6                                    | 2                                    | 4                                    | 3                                    | 6                                    | 4                                    | 2                                    | 6                                    | 3                                    | 8                                    | 1                                    | 1                                    | 10                                   | 2                                    | NU                                   |                                      |                                      | 276    | 1       |

### Azjatycka Seria GP2
| Legenda oznaczeń w tabelach wyników Wyświetl szablon na nowej stronie | Legenda oznaczeń w tabelach wyników Wyświetl szablon na nowej stronie                                                                     |
| Oznaczenie                                                            | Wyjaśnienie |
| --------------------------------------------------------------------- | --- |
| Złoty                                                                 | Zwycięzca lub mistrzostwo |
| Srebrny                                                               | 2. miejsce lub wicemistrzostwo |
| Brązowy                                                               | 3. miejsce lub II wicemistrzostwo |
| Zielony                                                               | Ukończył, punktował (w klasyfikacji generalnej, gdy zdobył co najmniej jeden punkt na przestrzeni sezonu, poza trzema powyższymi opcjami) |
| Niebieski                                                             | Ukończył, nie punktował (w klasyfikacji generalnej, gdy nie zdobył co najmniej jednego punktu na przestrzeni sezonu)                      |
| Czerwony                                                              | Nie zakwalifikował się (NZ) |
| Czerwony                                                              | Nie prekwalifikował się (NPK) |
| Różowy                                                                | Nie ukończył (NU) |
| Różowy                                                                | Niesklasyfikowany (NS) (w klasyfikacji generalnej, gdy nie został sklasyfikowany w żadnym wyścigu sezonu)                                 |
| Czarny                                                                | Zdyskwalifikowany (DK) |
| Czarny                                                                | Wykluczony (WYK/EX) |
| Biały                                                                 | Nie wystartował (NW) |
| Biały                                                                 | Kontuzjowany (K/INJ) |
| Biały                                                                 | Wyścig odwołany (OD/C) |
| Bez koloru                                                            | Został wycofany (WYC/WD) |
| Bez koloru                                                            | Nie przybył (NP/DNA) |
| Bez koloru                                                            | Nie brał udziału w treningach (NT/DNP) |
| Bez koloru                                                            | Nie został zgłoszony (–) |
| Pogrubienie                                                           | Start z pole position |
| Kursywa                                                               | Najszybsze okrążenie wyścigu |
| †                                                                     | Nie ukończył, ale jego rezultat został zaliczony ze względu na przejechanie więcej niż 90% dystansu wyścigu.                              |
| *                                                                     | Sezon w trakcie |
| 1/2/3                                                                 | Punktowana pozycja w sprincie kwalifikacyjnym                                                                                             |
| Lista systemów punktacji Formuły 1                                    | |

| Rok  | Zespół              | Wyniki w eliminacjach | Wyniki w eliminacjach | Wyniki w eliminacjach | Wyniki w eliminacjach | Punkty | Pozycja |
| ---- | ------------------- | --------------------- | --------------------- | --------------------- | --------------------- | ------ | ------- |
| 2011 | Arden International | ARE                   | ARE                   | ITA                   | ITA                   | 0      | 19      |
| 2011 | Arden International | 14                    | 10                    | 18                    | NU                    | 0      | 19      |

### Podsumowanie
| Sezon | Seria                             | Zespół                       | Wyścigi | Zwycięstwa | PP | NO | Podium | Punkty | Pozycja |
| ----- | --------------------------------- | ---------------------------- | ------- | ---------- | -- | -- | ------ | ------ | ------- |
| 2005  | T Cars Autumn Trophy              |                              | 6       |            |    |    |        | 92     | 5       |
| 2006  | T Cars                            | PalmerSport Junior           | 20      | 0          | 1  |    | 4      | 92     | 5       |
| 2006  | T Cars Autumn Trophy              | PalmerSport Junior           | 6       | 4          | 3  | 4  | 5      | 61     | 1       |
| 2007  | Formuła Palmer Audi               |                              | 15      | 2          | 2  |    | 4      | 187    | 10      |
| 2007  | T Cars                            | PalmerSport Junior           | 2       | 2          | 1  | 2  | 0      | 24     | 11      |
| 2008  | Formuła Palmer Audi               |                              | 20      | 1          | 3  | 3  | 11     | 338    | 3       |
| 2008  | Formuła Palmer Audi Autumn Trophy | 6                            | 0       | 0          | 0  | 3  | 89     | 3      |         |
| 2008  | Formuła Palmer Audi Shootout      | 3                            | 0       | 0          | 0  | 1  | 36     | 3      |         |
| 2009  | Formuła Palmer Audi               | PalmerSport                  | 8       | 1          | 3  | 2  | 2      | 70     | 16      |
| 2009  | Formuła 2                         | MotorSport Vision            | 16      | 0          | 0  | 0  | 0      | 3      | 21      |
| 2010  | Formuła 2                         | MotorSport Vision            | 18      | 5          | 5  | 3  | 10     | 242    | 2       |
| 2011  | Seria GP2                         | Arden International          | 18      | 0          | 0  | 0  | 0      | 0      | 28      |
| 2011  | Azjatycka Seria GP2               | Arden International          | 4       | 0          | 0  | 0  | 0      | 0      | 19      |
| 2011  | Formuła 2                         | PalmerSport                  | 2       | 0          | 0  | 0  | 0      | 0      | NS      |
| 2012  | Seria GP2                         | iSport International         | 24      | 1          | 0  | 0  | 3      | 78     | 11      |
| 2013  | Seria GP2                         | Carlin                       | 22      | 2          | 1  | 2  | 3      | 119    | 7       |
| 2014  | Seria GP2                         | DAMS                         | 22      | 4          | 3  | 3  | 12     | 276    | 1       |
| 2016  | Formuła 1                         | Renault Sport Formula 1 Team | 20      | 0          | 0  | 0  | 0      | 1      | 18      |